# Marina Arcangeli
Marina Arcangeli, född 17 mars 1956 i Bologna. Italiensk sångerska.

## Diskografi
- 1981 - Via
- 1983 - Io amo